# Akakios Kakiasvilis
Akakios Kakiasvilis –en griego, Ακάκιος Κακιασβίλης; en georgiano, კახი კახიაშვილი, Kaji Kajiashvili– (Tsjinvali, URSS, 13 de julio de 1969) es un deportista griego de origen georgiano que compitió en halterofilia.
Participó en cuatro Juegos Olímpicos de Verano, obteniendo en total tres medallas de oro: en Barcelona 1992 (90 kg), en Atlanta 1996 (99 kg) y en Sídney 2000 (94 kg).
Ganó cinco medallas en el Campeonato Mundial de Halterofilia entre los años 1993 y 1999, y siete medallas en el Campeonato Europeo de Halterofilia entre los años 1992 y 1999.

## Palmarés internacional
| Representando al Equipo Unificado                      |                           |                   |           |
| Juegos Olímpicos                                       |                           |                   |           |
| Año                                                    | Lugar                     | Medalla           | Categoría |
| 1992                                                   | Barcelona (España)        | Medalla de oro    | 90 kg     |
| Representando a la Comunidad de Estados Independientes |                           |                   |           |
| Campeonato Europeo                                     |                           |                   |           |
| Año                                                    | Lugar                     | Medalla           | Categoría |
| 1992                                                   | Szekszárd (Hungría)       | Medalla de oro    | 90 kg     |
| Representando a Georgia                                |                           |                   |           |
| Campeonato Mundial                                     |                           |                   |           |
| Año                                                    | Lugar                     | Medalla           | Categoría |
| 1993                                                   | Melbourne (Australia)     | Medalla de plata  | 91 kg     |
| Campeonato Europeo                                     |                           |                   |           |
| Año                                                    | Lugar                     | Medalla           | Categoría |
| 1993                                                   | Sofía (Bulgaria)          | Medalla de oro    | 91 kg     |
| 1994                                                   | Sokolov (República Checa) | Medalla de plata  | 91 kg     |
| Representando a Grecia                                 |                           |                   |           |
| Juegos Olímpicos                                       |                           |                   |           |
| Año                                                    | Lugar                     | Medalla           | Categoría |
| 1996                                                   | Atlanta (Estados Unidos)  | Medalla de oro    | 99 kg     |
| 2000                                                   | Sídney (Australia)        | Medalla de oro    | 94 kg     |
| Campeonato Mundial                                     |                           |                   |           |
| Año                                                    | Lugar                     | Medalla           | Categoría |
| 1994                                                   | Estambul (Turquía)        | Medalla de plata  | 91 kg     |
| 1995                                                   | Cantón (China)            | Medalla de oro    | 99 kg     |
| 1998                                                   | Lahti (Finlandia)         | Medalla de oro    | 94 kg     |
| 1999                                                   | Atenas (Grecia)           | Medalla de oro    | 94 kg     |
| Campeonato Europeo                                     |                           |                   |           |
| Año                                                    | Lugar                     | Medalla           | Categoría |
| 1995                                                   | Varsovia (Polonia)        | Medalla de oro    | 91 kg     |
| 1996                                                   | Stavanger (Polonia)       | Medalla de oro    | 99 kg     |
| 1998                                                   | Riesa (Alemania)          | Medalla de bronce | 94 kg     |
| 1999                                                   | La Coruña (España)        | Medalla de plata  | 94 kg     |